# ۲۰۶ (قمری)
۲۰۶ (قمری)، دویست و ششمین سال در گاهشماری هجری قمری است. اول محرم این سال برابر با دهم ژوئن سال ۸۲۱ میلادی است.

## رویدادها
- مد خلیج فارس به نوعی که سواد عراق از آن غرق شد.[۱]

## درگذشتگان
- محمد بن قطرب نحوی[۱]
- یزید بن هارون محدث عراق.[۱]